# Sagliano Micca
Sagliano Micca (piemontiul: Sajan) település Olaszországban, Piemont régióban, Biella megyében. Lakosainak száma 1544 fő (2023. január 1.). Sagliano Micca Andorno Micca, Fontainemore, Gaby, Issime, Piedicavallo, Pralungo, Rosazza, Campiglia Cervo, Tollegno, Biella, Tavigliano, Veglio és Miagliano községekkel határos.

## Népesség
A település lakossága az elmúlt években az alábbi módon változott:
| Lakosok száma | 1633 | 1610 | 1544 |
|               | 2017 | 2018 | 2023 |